# عاصمی
عاصمی، روستایی از توابع بخش مرکزی شهرستان بوانات در استان فارس ایران است.  یکی از مکان های تاریخی آن قبرستان قدیمی به نام خواجه نصیرالدین است که در این روستا واقع شده است. اولین شهید روستا به نام سید محمد رحمانی در این قبرستان دفن شده است. اکثر مردم روستا به علت بیکاری و خشکسالی به مرکز شهرستان یعنی سوریان و به مرکز استان فارس و یا به استان یزد مهاجرت اجباری کرده اند.

## جمعیت
این روستا در دهستان مزایجان قرار دارد و براساس سرشماری مرکز آمار ایران در سال ۱۳۸۵، جمعیت آن ۱۱۴ نفر (۳۶خانوار) بوده‌است.